# Elaeidinae
Elaeidinae, podtribus palmi smješten u tribus Cocoseae, dio potporodice Arecoideae. Sastoji se od dva roda, jedan južnoamerički, monotipičan, drugi sa dvije vrste tzv. uljanih palmi ili palmi uljarica, jedna Južnoj Americi i druga u Africi.

## Rodovi
1. Barcella (Trail) Drude
2. Elaeis Jacq.